# Curt Jonsson (konstnär)
Kurt "Curt" Rune Jonsson, född 24 oktober 1922 i Sunne i Värmland, död 19 april 2021 i Deje, var en svensk målare, grafiker och curlingspelare.
Han var son till kommunalmannen Johan Jonsson och Berta Jansson samt gift 1946 med Inez Berglund.
Curt Jonsson studerade för Carl Berglund och har tillsammans med honom ställt ut i Sundsvall 1946, 1947 och 1949, Östersund 1948, Falun 1950 samt i Esbjerg i Danmark 1948.
Hans konst består av landskap, och religiösa motiv i olja, pastell eller träsnitt.
Jonsson var även en framstående curlingspelare och vann fyra SM-titlar med Åredalens curlingklubb 1950–1964.